# Igreja Evangélica Congregacional em Angola
Igreja Evangélica Congregacional em Angola (IECA) är ett kristet trossamfund i Angola, med närmare en miljon medlemmar, i 2 800 församlingar. IECA tillhör Conselho de Igrejas Cristãs em Angola, All Africa Conference of Churches, Reformerta världsalliansen och Kyrkornas världsråd.